# Michel-Honoré Bounieu
Michel-Honoré Bounieu (Marsiglia, 1740 – Parigi, 29 marzo 1814) è stato un pittore e incisore francese.

## Biografia
Bounieu nacque a Marsiglia nel 1740. Fu allievo di Pierre e divenne membro dell'Accademia di Parigi nel 1767. Fu custode delle stampe presso la Biblioteca nazionale di Francia dal 1792 al 1794, e per i successivi vent'anni fu professore di disegno presso l'École des Ponts-et-Chaussées. Espose molti quadri al Salon e nel suo studio personale come Adamo ed Eva dopo la loro espulsione dal Paradiso e Betsabea, il primo dei quali inciso da lui stesso. Il Museo delle belle arti di Bordeaux possiede una Testa di donna e una Bagnante di sua mano. Morì a Parigi nel 1814, lasciando una figlia, Emilie Bounieu, poi diventata Madame Raveau da sposata, che ereditò il talento del padre ed espose soggetti storici e ritratti dal 1800 al 1819.

## Opere

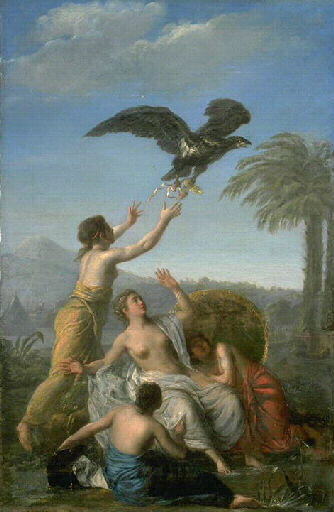
Rimozione della scarpa di Rodope, Bordeaux, Museo delle belle arti
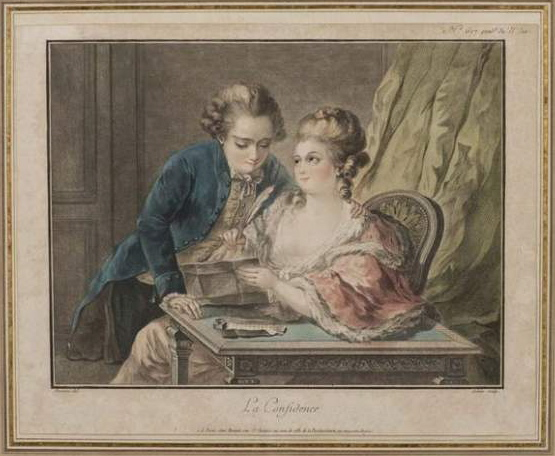
La confidenza
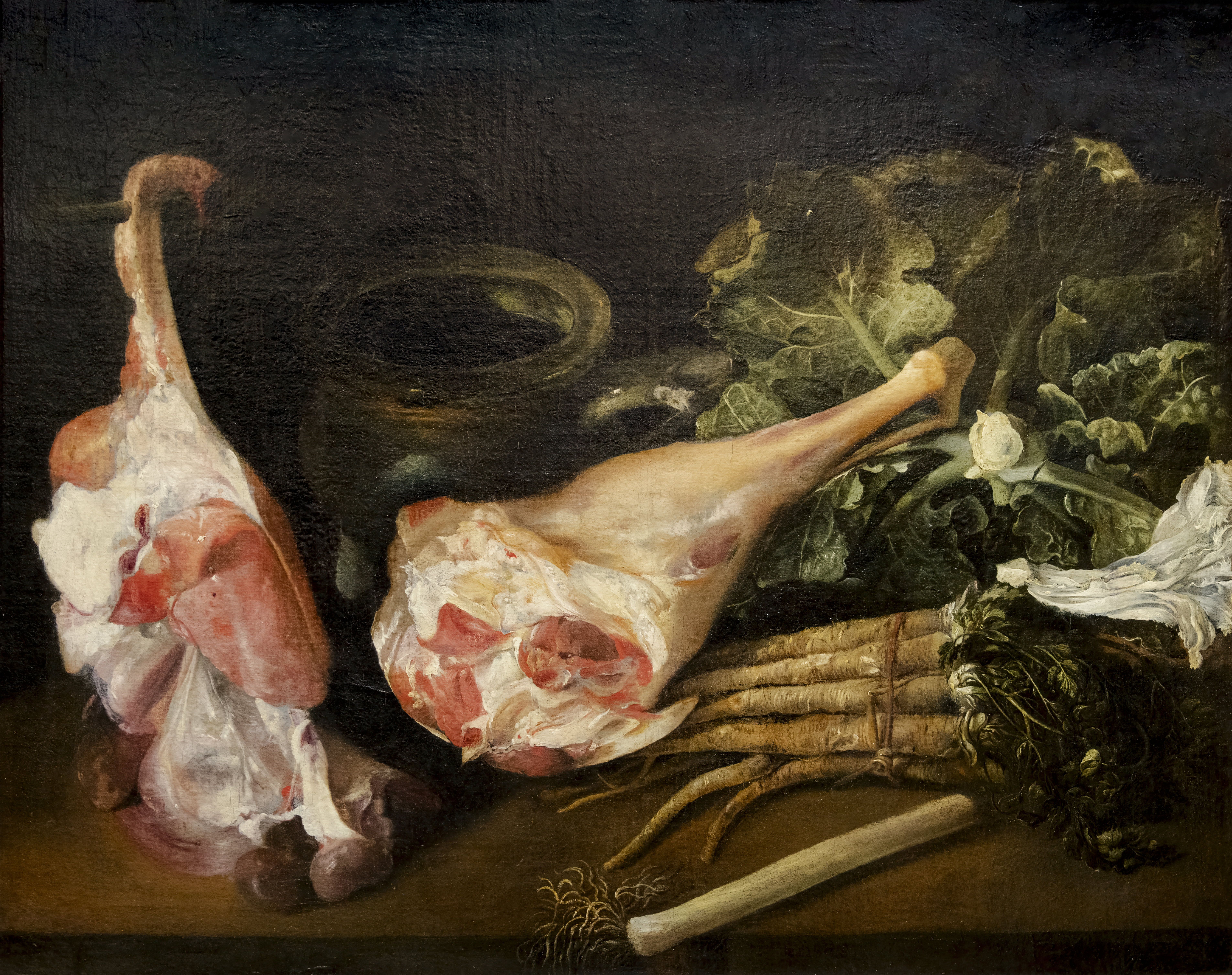
Tavola da cucina o Natura morta, Caen, Museo delle belle arti
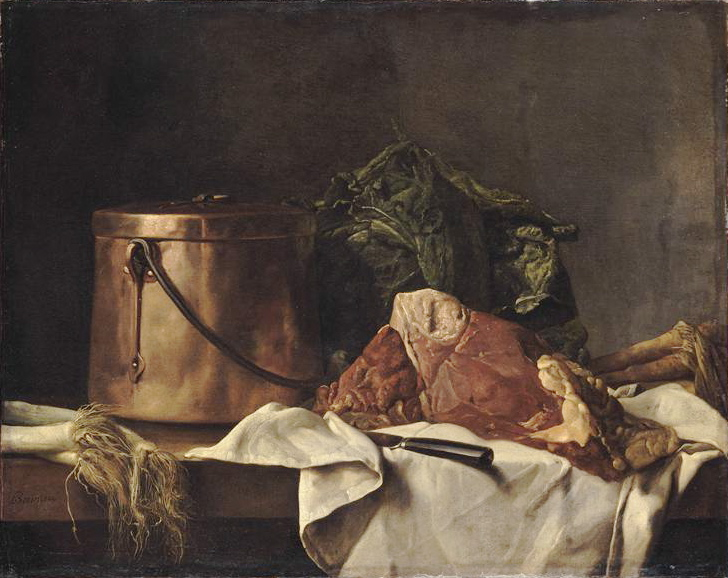
Preparazione del pot-au-feu, Parigi, Museo del Louvre
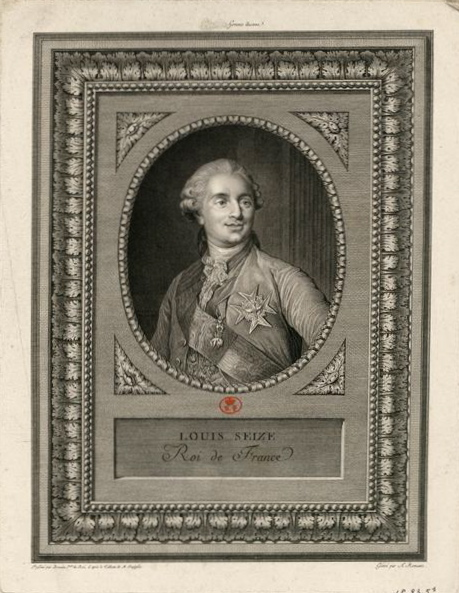
Luigi XVI di Francia
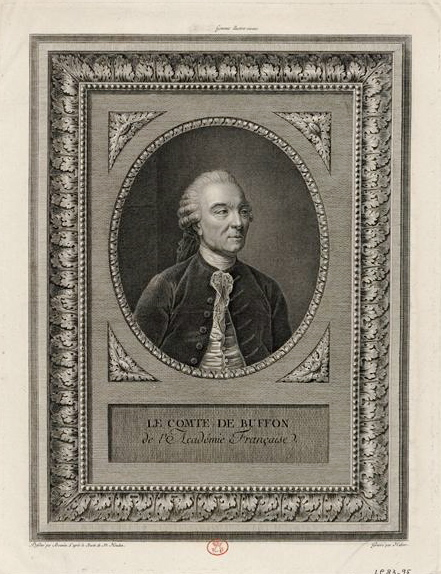
Georges-Louis Leclerc de Buffon